# Abner Zwillman
Abner „Longy” Zwillman (ur. 1899, zm. 27 lutego 1959) – gangster pochodzenia żydowskiego, boss rodziny przestępczej z New Jersey, nazywany „Alem Capone stanu New Jersey”.
Wieloletni współpracownik takich przestępców jak Lucky Luciano, Meyer Lansky, Frank Costello i Willie Moretti.
Razem z Morettim stworzył udany duet w New Jersey, prowadzili razem rozległe przestępcze interesy przy pomocy skorumpowanych urzędników.
Do późnych lat pięćdziesiątych wchodził w skład Komisji Syndykatu tzw. Wielkiej Szóstki (trzech Żydów i trzech Włochów) – obok Meyera Lansky'ego, Lucky Luciano (aresztowany i skazany w 1936 roku, jego miejsce z biegiem czasu zajął Tony Accardo), Franka Costello, Jake'a „Greasy Thumb” Guzika i Joe Adonisa.
Jego pozycja w strukturze ogólnokrajowego syndykatu uległa osłabieniu wraz z zapoczątkowaną przez Vito Genovese walką o odsunięcie od władzy Franka Costello – odmówił Vito pomocy, przy okazji udzielił poparcia Albertowi Anastasii, gdy ten walczył z Genovese.
Innym problemem dla Zwillmana były przesłuchania przed Komisją McClellana (na wzór Komisji Kefauvera), kiedy to zostały ujawnione jego przestępcze interesy.
27 lutego 1959 roku przed planowanym przesłuchaniem przez Komisję McClellana znaleziono go martwego w piwnicy jego domu w West Orange (stan New Jersey). Jedna wersja mówi, że popełnił samobójstwo (powiesił się na rurze przy użyciu plastikowej liny), druga mówi zaś, że został zamordowany na polecenie Meyera Lansky'ego lub Carlo Gambino lub Vito Genovese – na jego ciele znaleziono liczne otarcia naskórka na nadgarstkach.